# Eridachtha
Eridachtha is een geslacht van vlinders van de familie Lecithoceridae.

## Soorten
- E. calamopis Meyrick, 1920
- E. crossogramma Meyrick, 1921
- E. hapalochra Meyrick, 1932
- E. kasyella Gozmany, 1978
- E. longicornella (Chrétien, 1915)
- E. parvella (Chrétien, 1915)
- E. phaeochlora Meyrick, 1920
- E. prolocha Meyrick, 1910